# Heinrich Wilhelm von Pabst

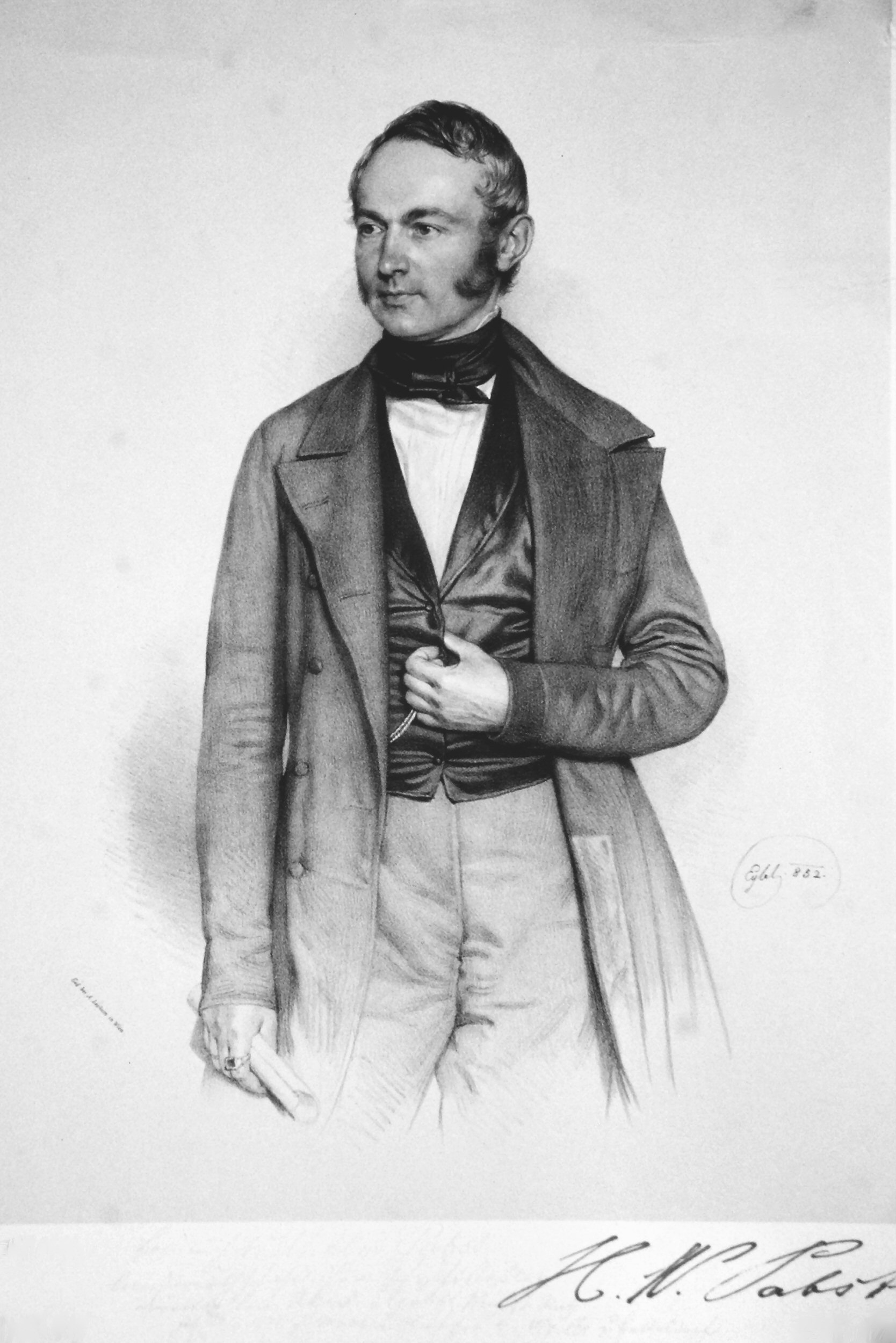
Heinrich Wilhelm von Pabst. Lithographie von Franz Eybl, 1852

Heinrich Wilhelm Pabst, ab 1846 von Pabst, (* 26. September 1798 in Maar bei Lauterbach (Hessen); † 10. Juli 1868 in Hütteldorf bei Wien) war ein deutscher Agrarwissenschaftler. Als einer der vielseitigsten Agronomen seiner Zeit hat er über vier Jahrzehnte die Forschung und Lehre des wissenschaftlichen Landbaus in Mitteleuropa maßgebend mitgestaltet.

## Leben und Wirken
Heinrich Wilhelm Pabst, Sohn eines Försters, besuchte zunächst die Volksschule in Maar, ab 1810 die Lateinschule in Laubach und trat 1812 als Landwirtschaftslehrling in die Dienste des Georg Carl Riedesel zu Eisenbach (Karl Georg Freiherr von Riedesel zu Eisenbach), einem der fortschrittlichsten Landwirte in Thüringen. In einer fünfjährigen Ausbildungszeit lernte Pabst die Theorie und Praxis des Ackerbaus kennen. Gleichzeitig erhielt er Privatunterricht in Mathematik und Feldmessen. 1818, eben zwanzigjährig, wurde er Wirtschaftsinspektor auf den Gütern seines Lehrherrn.

### Student und Dozent in Hohenheim
Nach dreijähriger Tätigkeit gab Pabst seine Stellung als Wirtschaftsinspektor wieder auf. Sein nächstes Lebensziel war es, sich an einem größeren landwirtschaftlichen Lehrinstitut wissenschaftlich weiterzubilden. Im Frühjahr 1821 wanderte er zu Fuß von Thüringen nach Hohenheim, wo 1818 König Wilhelm I. von Württemberg eine landwirtschaftliche Lehranstalt gegründet hatte. Deren Direktor, Johann Nepomuk Hubert von Schwerz, bewog den in der Praxis des Landbaus erfahrenen jungen Mann, in Hohenheim zu bleiben. Pabst besuchte fortan alle Vorlesungen seines Lehrers von Schwerz und vertiefte sein Fachwissen durch mehrere Studienreisen. „Im Nebenamt“ übernahm er 1822 an der Lehranstalt eine Stelle als Buchhalter.
1824 wurde Pabst zum Ökonomierat ernannt. Seitdem oblag ihm die Leitung der mit der Hohenheimer Landwirtschaftlichen Lehranstalt verbundenen Waisenanstalt, der späteren Ackerbauschule. Hier hatte er Oberknechte auszubilden, er hielt aber auch Vorlesungen an der Lehranstalt. In den folgenden Jahren beschäftigte er sich überwiegend mit Fragen der Tierzucht. 1826 veröffentlichte er ein Buch über Schafzucht und 1829 eine mehrmals aufgelegte „Anleitung zur Rindviehzucht“, die erste wissenschaftliche Darstellung über Rinderzucht überhaupt. Die beamtete Stellung gab Pabst auch die Möglichkeit zu heiraten. Seine Frau, Sophie Kappel, stammte vom Eichhof bei Hersfeld. Der Ehe entstammen drei Töchter.

### Landbau-Sekretär im Großherzogtum Hessen
1831 siedelte Pabst nach Darmstadt über. Hier wurde er wiederum als Ökonomierat zum ständigen Sekretär der im Großherzogtum Hessen neu zu errichtenden Ackerbau-Gesellschaften ernannt. In dieser Funktion gab er die „Zeitschrift für die landwirthschaftlichen Vereine des Großherzogthums Hessen“ heraus, die sich unter seiner Redaktion zu einem der angesehensten landwirtschaftlichen Fachblätter in Deutschland entwickelte. 1833 gründete Pabst eine private, jedoch subventionierte landwirtschaftliche Lehranstalt auf dem gepachteten Gut Kranichstein bei Darmstadt. 250 Schüler besuchten die bis 1838 bestehende Anstalt. Sein bedeutendster Schüler war Wilhelm von Hamm, der später sein Nachfolger in seiner letzten Stellung in Wien werden sollte.
Ab 1832 veröffentlichte Pabst in Teilbänden ein umfangreiches Lehrbuch der Landwirtschaft, das in Fachkreisen hohe Anerkennung fand. Einen an ihn 1834 ergangener Ruf, einen Lehrstuhl an der Universität Gießen zu übernehmen, lehnte er jedoch ab. Er engagierte sich lieber für die seit zwei Jahrzehnten immer häufiger diskutierte Idee, die Landwirte aus dem deutschsprachigen Gebieten Mitteleuropas alljährlich zu einem Kongress zusammenzuführen, dort Erfahrungen auszutauschen, gemeinsame Aufgaben zu besprechen und dadurch die Landwirtschaft in allen Bereichen zu fördern.
Während seiner Darmstädter Zeit wurde die Idee schließlich Wirklichkeit und es gelang, eine alljährlich stattfindende „Versammlung deutscher Land- und Forstwirthe“ als ständige Einrichtung zu begründen. Dieser organisatorische Zusammenschluss der deutschen Land- und Forstwirte war im Wesentlichen das Werk von Pabst. Planung und Durchführung der ersten, 1837 in Dresden stattfindenden „Wanderversammlung“ lag maßgebend in seinen Händen. Auch an den meisten folgenden Jahresversammlungen dieser Organisation hat er teilgenommen.
Von 1835 bis 1840 gehörte er der Zweiten Kammer der Landstände des Großherzogtums Hessen an. Er wurde für den Wahlbezirk Starkenburg 5/Pfungstadt gewählt.

### Professor in Eldena und Finanzrat in Berlin
1839 folgte Pabst einem Ruf der preußischen Regierung und übernahm als Nachfolger von Friedrich Gottlob Schulze die Direktion der 1835 neugegründeten Königlichen Staats- und landwirtschaftlichen Akademie Eldena, die eng mit der benachbarten Universität Greifswald verbunden war. Diese sich noch im Aufbau befindende Lehranstalt hat Pabst in kurzer Zeit organisatorisch reformiert und auch die Lehrangebote, u. a. Durchführung landwirtschaftlicher Studienreisen, attraktiver gestaltet. Innerhalb weniger Jahre verdoppelte sich die Anzahl der Studierenden, die meistens Landwirte oder künftige Administratoren größerer Güter waren.
Neben seiner Tätigkeit als Direktor dieser Akademie übernahm Pabst den Vorsitz im Baltischen Verein zur Förderung der Landwirtschaft in Pommern. In Publikationen und durch Vorträge hat er neue wissenschaftliche Erkenntnisse den Landwirten nahegebracht. Durch diese Aktivitäten gewann er über Eldena hinaus rasch Ansehen bei den leitenden Beamten in den landwirtschaftlichen Fachdepartments der preußischen Regierung.
Am 18. Mai 1843 wurde Pabst „zum Geheimen Finanzrath und vortragenden Rath“ in das „Haus-Ministerium II. Abtheilung“ nach Berlin berufen und ihm die Leitung der preußischen Domänenverwaltung übertragen. Zugleich erfolgte im Januar 1844 seine Ernennung zum Mitglied des Landesökonomiekollegiums, allerdings „wegen Wiederberufung in den Würtembergischen Staatsdienst“ nur bis Ende Mai 1845.
Am 21. April 1845 schlug Pabst dem Minister des Königlichen Hauses Anton zu Stolberg-Wernigerode vor, dass „die zu Frankenfelde befindliche K. Stammschäferei nach Dalem und Steglitz verlegt“ werden könnte.

### Rückkehr nach Hohenheim
1845 kehrte Pabst nach Hohenheim an die Landwirtschaftliche Lehranstalt zurück. Als Nachfolger des vorzeitig ausgeschiedenen August von Weckherlin wurde er Direktor dieser landwirtschaftlichen Lehranstalt. Vor seiner Zusage hatte er hohe finanzielle Forderungen gestellt, die jedoch erfüllt wurden, ebenso die Wünsche hinsichtlich seiner Einstufung in die Hofrangliste. Mit seinem Amtsantritt erhielt er den Rang eines Kollegialdirektors, 1846 wurde er durch Verleihung des Ritterkreuzes des Ordens der Württembergischen Krone in den persönlichen Adelsstand erhoben.
Unter der Leitung von Pabst nahm Hohenheim einen raschen Aufschwung. 1847 wurde diese landwirtschaftliche Ausbildungsstätte zur Land- und Forstwirtschaftlichen Akademie erhoben. Während seiner Direktoratszeit wirkte Pabst stark auf die württembergische Landwirtschaft ein, vor allem durch eine Vielzahl von Veröffentlichungen aus allen Teilgebieten der Landwirtschaft.
Bereits 1845 veröffentlichte Pabst hinterlassene Manuskripte seines Lehrers Johann Nepomuk Hubert von Schwerz, eine Sammlung von Erfahrungswissen beim Anbau von Kulturpflanzen und philosophisch-theoretischen Betrachtungen über Ziele und Aufgaben der Landwirtschaftslehre. Im Auftrag der Württembergischen Zentralstelle für Landwirtschaft publizierte Pabst 1846 eine „Anleitung zum Kartoffelbau“ und 1848 ein Buch über den Anbau von Flachs.
Da der Akademie eine Ackergerätefabrik angegliedert war, experimentierte Pabst mit zahlreichen Ackergeräten, vor allem mit Pflügen. Über die von ihm angeregten technischen Verbesserungen hat er sowohl in praxisnahen Zeitungen als auch in wissenschaftlichen Journalen berichtet. Besonders der von Pabst 1849 herausgegebene Sammelband „Landwirthschaftliche Erfahrungen von Hohenheim“ mit mehreren Beiträgen aus seiner Feder dokumentiert das hohe Niveau der damals in Hohenheim durchgeführten experimentellen Forschungen.
Die Deutsche Revolution von 1848 wirkte sich auch auf Hohenheim aus. Durch lästige Verwaltungskontrollen und durch den von der württembergischen Regierung auferlegten Zwang zur Sparsamkeit, fühlte sich Pabst in seiner Tätigkeit mehr und mehr eingeschränkt. Anfang des Jahres 1850 übersandte er an den württembergischen König sein Entlassungsgesuch.

### Tätigkeiten in Österreich
Nach seinem Weggang aus Hohenheim eröffnete sich für Pabst in Österreich ein neuer Wirkungskreis. Die österreichische Regierung in Wien hatte ihm angeboten, als Wirklicher Rat im Ministerium für Landeskultur die Neuorganisation der Landwirtschaftlichen Lehranstalt in Ungarisch-Altenburg zu übernehmen. Bis dahin verfügte die Donaumonarchie noch über keine höhere staatliche landwirtschaftliche Lehranstalt. Pabst nahm das Angebot an und unter seiner Ägide nahm die Lehranstalt innerhalb weniger Jahre einen raschen Aufschwung. 1856 gliederte er der Ausbildungsstätte eine Versuchswirtschaft an und 1857 gründete er im benachbarten Wieselburg eine Fabrik für landwirtschaftliche Maschinen.
Als 1861 in Wien ein landeseigenes Ministerium für Handel und Volkswirtschaft gegründet und dort ein Department für Landeskultur eingerichtet wurde, wechselte Pabst zum letzten Mal sein berufliches Tätigkeitsfeld. Er wurde als Ministerialrat und Departmentchef nach Wien berufen. In dieser Funktion führte er zum Beispiel Untersuchungen durch über die Förderung der Bodenkultur, über die Zusammenlegung von Grundstücken und über die Intensivierung der Fischzucht. In seinen Zuständigkeitsbereich fielen auch die Vertretung Österreichs bei der internationalen Landwirtschaftsausstellung 1863 in Hamburg und die Auswahl der Beiträge Österreichs für die Weltausstellung in Paris 1867. Seine letzte organisatorische Tätigkeit galt den Vorbereitungen für die 26. „Versammlung deutscher Land- und Forstwirthe“, die im Herbst 1868 unter seinem Vorsitz in Wien stattfinden sollte. Einige Monate vor diesem Ereignis ist Pabst an Altersschwäche verstorben.

### Sein wissenschaftliches Lebenswerk
Als das wissenschaftliche Hauptwerk von Pabst gilt sein „Lehrbuch der Landwirthschaft“. Es war eines der umfassendsten und meistverbreiteten Lehrbücher des 19. Jahrhunderts im deutschsprachigen Raum Mitteleuropas. Die insgesamt sieben Auflagen erschienen in Teilbänden und behandeln das Gesamtgebiet der Pflanzenproduktionslehre, die Tierproduktionslehre und die Landwirtschaftliche Betriebslehre. Die erste Auflage dieses „Klassikers“ der Landbau-Literatur erschien 1832/1839, die sechste Auflage 1865/1866 und eine siebente Auflage nach seinem Tode 1878/1885. Durch das Lehrbuch von Pabst wurde der Begriff „Pflanzenproduktionslehre“ zu einem geläufigen Terminus in der landwirtschaftlichen Fachsprache und bis zum Beginn des 20. Jahrhunderts synonym für den Begriff „Landwirtschaftlicher Pflanzenbau“ benutzt.
Pabst war der letzte große Vertreter der rationellen Landwirtschaftslehre. Er bemühte sich zwar, die Erkenntnisse der Naturwissenschaften in die landwirtschaftliche Theorie und Praxis einzubauen. Doch vorzugsweise versuchte er in Anlehnung an die Konzeption seines Lehrers Johann Nepomuk Hubert von Schwerz aus langjährigen Erfahrungen die unmittelbaren Handlungsanweisungen für die landwirtschaftliche Praxis abzuleiten. Stets betonte er die relative Vorzüglichkeit der Anbausysteme. Getreu seinem Wahlspruch „Unsere Lehrzeit währt bis an’s Grab“ war er jedoch selbst bereit, Neues hinzuzulernen und das Erlernte zum Nutzen aller weiterzugeben.
Ohne Einschränkung gehört Pabst zu den herausragenden Agronomen seiner Zeit. Über vier Jahrzehnte hat er die Entwicklung der landwirtschaftlichen Forschung und Lehre in Deutschland und Österreich entscheidend mitgestaltet.

## Ehrungen und Auszeichnungen
Für seine Verdienste um die Landwirtschaft wurde Pabst mit Ehrenbekundungen überhäuft. Die Regenten von Preußen, Württemberg, Österreich und Russland haben ihn durch die Verleihung von Orden ausgezeichnet. Insgesamt 49 landwirtschaftliche Gesellschaften ernannten ihn zum Ehrenmitglied. Von den Ehrungen und Auszeichnungen sind hervorzuheben:
- 1839 Ehrendoktor der Universität Gießen
- 1865 Auszeichnung mit dem Stern des Sankt-Stanislaus-Ordens anlässlich des hundertjährigen Bestehens der Petersburger Ökonomischen Gesellschaft
- 1867 Auszeichnung mit dem Orden der Eisernen Krone durch Kaiser Franz Joseph I. Die Überreichung dieses Ordens war mit der Verleihung des erblichen Adelstitels verbunden.

## Wichtigste Bücher und Schriften
- Ueber die Verbesserung der Landwirthschaft, insbesondre im Großherzogthum Hessen. Verlag Leske Darmstadt 1823.
- Beyträge zur hoeheren Schafzucht mit besonderer Ruecksicht auf die Production der hochfeinen Wolle im Koenigreich Wuerttemberg und den angraenzenden Staaten. Verlag J. G. Cotta Stuttgart 1826.
- Über die Bildung zum Landwirthe und die Mittel, welche sich dazu darbieten. Ein Programm zur Eröffnung der Vorlesungen am land- und forstwirthschaftlichen Institut zu Hohenheim im Herbst 1829. Verlag Müntler Stuttgart 1829.
- Anleitung zur Rindviehzucht und zur verschiedenartigen Benutzung des Hornviehs. Verlag J. G. Cotta Stuttgart 1829; 2. Aufl. ebd. 1851; 3. Aufl. ebd. 1859; 4. Aufl. herausgegeben von Albrecht Conrad Thaer, ebd. 1880.
- Lehrbuch der Landwirthschaft (Allgemeiner Pflanzenbau, Specielle Pflanzenproduktionslehre, Tierproduktionslehre, Landwirtschaftliche Betriebslehre), erschienen jeweils in zwei bzw. vier Teilbänden. 1. Aufl. Verlag Leske Darmstadt 1832–1839; 2. Aufl. ebd. 1840–1844; 3. Aufl. ebd. 1847–1850; 4. Aufl. ebd. 1853–1854; 5. Aufl. Verlag Braumüller Wien 1860–1861; 6. Aufl. ebd. 1865–1866; 7. Aufl. herausgegeben von Wilhelm Hamm, ebd. 1878; Neue Ausgabe der 7. Auflage, Verlag Paul Parey Berlin 1885.
- Joh. Nep. v. Schwerz’s landwirthschaftlicher Nachlaß. Enthaltend die Cultur der Handelsgewächse als Ergänzung des dritten Bandes seiner Anleitung zum practischen Ackerbau und Sammlung zerstreuter Blätter und Auszüge über verschiedene landwirthschaftliche Gegenstände. Bearbeitet und herausgegeben von Dr. H. W. von Pabst. Verlag J. G. Cotta Stuttgart und Tübingen 1845.
- Anleitung zum Kartoffelbau mit Rücksicht auf die im Herbst 1845 zum Vorschein gekommene Kartoffelkrankheit und deren Folgen. Verlag Metzler Stuttgart 1846; 2. unveränd. Aufl. ebd. 1846.
- Anleitung zur zweckmäßigen Kultur und Bereitung des Flachses. Verlag Metzler Stuttgart 1848.
- Landwirthschaftliche Erfahrungen von Hohenheim. Herausgegeben unter Mitwirkung mehrerer Lehrer und Beamte der Hohenheimer Anstalt von Dr. v. Pabst. Verlag J. G. Cotta Stuttgart und Tübingen 1849.
- Die landwirthschaftliche Taxationslehre. Verlag Braumüller Wien 1853; 2. Aufl. ebd. 1863; 3. Aufl. vollständig umgearbeitet und vermehrt von W. von Hamm. Ebenda und Verlag Parey Berlin 1881.
- Ueber landwirthschaftliche Fortbildungsschulen und Wanderlehrer, sowie über die Mittel zur Bildung und Belehrung des Bauernstandes überhaupt. Verlag Braumüller Wien 1867.